# Mike Hodges
Michael "Mike" Hodges (ur. 29 lipca 1932 w Bristolu; zm. 17 grudnia 2022 w hrabstwie Dorset) – brytyjski reżyser i scenarzysta filmowy.

## Wybrana filmografia
- Dopaść Cartera (1971)
- Człowiek Terminal (1974)
- Omen II (1978; Hodges rozpoczął pracę nad filmem, jednak ostatecznie reżyserię powierzono Donowi Taylorowi)
- Flash Gordon (1980)
- Głupcy z kosmosu (1985)
- Modlitwa za umierających (1987)
- Czarna tęcza (1989)
- Krupier (1998)
- Odpoczniesz po śmierci (2003)